# Drosophila neutralis
Drosophila neutralis är en tvåvingeart som beskrevs av Elmo Hardy 1965. Drosophila neutralis ingår i släktet Drosophila och familjen daggflugor.
Artens utbredningsområde är Hawaii.